# Ptilinopus occipitalis
Ptilinopus occipitalis е вид птица от семейство Гълъбови (Columbidae).

## Разпространение
Видът е разпространен във Филипините.